# Nagyvárosi regények
A Nagyvárosi regények Forgács Nándor Nemzetközi Hírlap és Könyvterjesztő Iroda elnevezésű kiadóvállalatának könyvsorozata volt, amelynek keretében 1946-47-ben összesen 15 kisregény jelent meg.
A sorozat a külalak, méret, terjedelem, a szerzők tekintetében nagy hasonlóságot mutat a háború előtti híres, sokak által követendő mintának tekintett Világvárosi Regények sorozattal.

## Jellemzői
A kötetek 14-15 cm-es méretben, 31 oldal terjedelemben jelentek meg. A borítón a kisregény cselekményére utaló kétszín nyomású rajz. Felül ferdén a cím, legalul a szerző. Az ár a sorozatcím által közrefogott, házszámra emlékeztető emblémán látható: 70 fillér. A kötet végén keresztrejtvény található.

## A szerzők
A sorozatban az 1930-as, 1940-es évek olyan neves kalandregény szerzői, ponyvaszerzői jelentek meg újra, mint például Ákos Miklós, Leleszy Béla vagy Moly Tamás.

## A sorozat kötetei
- Ákos Miklós: Vigyázat! Szélhámos!, Forgács Nándor, Budapest, 1946, 31 oldal
- Gergely Márta: Apja lánya, Forgács Nándor, Budapest, 1946, 31 oldal
- Komáromi Zoltán: Két tűz között ..., Nemzetközi Hírlap és Könyvterjesztő Iroda, Budapest, 1946, 31 oldal
- Leleszy Béla: A csókos halál, Nemzetközi Hírlap és Könyvterjesztő Iroda, Budapest, 1946, 31 oldal
- Moly Tamás: Csalétek - Speed & Coates munkában,[2] Forgács Nándor, Budapest, 1946, 31 oldal
- Thury Zsuzsa: Az áruló, Forgács Nándor, Budapest, 1946, 31 oldal
- Zima Lajos: Derült idő várható, Nemzetközi Hírlap és Könyvterjesztő Iroda, Budapest, 1946, 31 oldal
- Ákos Miklós: Férfi az ágy alatt, Nemzetközi Hírlap és Könyvterjesztő Iroda, Budapest, 1947, 31 oldal
- Forrai György: Asszony a viharban, Nemzetközi Hírlap és Könyvterjesztő Iroda, Budapest, 1947, 31 oldal
- Komáromi Zoltán: Szerelem az ára ..., Nemzetközi Hírlap és Könyvterjesztő Iroda, Budapest, 1947, 31 oldal
- Leleszy Béla: A repülőgép banditái, Nemzetközi Hírlap és Könyvterjesztő Iroda, Budapest, 1947, 31 oldal
- Moly Tamás: A szoborszép asszony, Nemzetközi Hírlap és Könyvterjesztő Iroda, Budapest, 1947, 31 oldal
- Thury Zsuzsa: Válás után, Nemzetközi Hírlap és Könyvterjesztő Iroda, Budapest, 1947, 31 oldal
- Tiszay Andor: Jávai keselyűk, Nemzetközi Hírlap és Könyvterjesztő Iroda, Budapest, 1947, 31 oldal
- Urai Dezső: A halál vendége, Nemzetközi Hírlap és Könyvterjesztő Iroda, Budapest, 1947, 31 oldal